# 夏樹☆たいよう
南月 たいよう（なつき たいよう、1984年5月7日 - ）は、日本のプロレスのレフェリー、元女子プロレスラー。本名は水嶋 なつみ（みずしま なつみ）。神奈川県川崎市出身。

## 所属
- 全日本女子プロレス（2003年 - 2004年）
- 我闘姑娘（2005年 - 2006年）
- フリー（2006年）
- プロレスリングSUN（2006年 - 2008年）
- フリー（2008年 - 2010年）
- スターダム（2010年 - 2014年 ※現役引退）
- SEAdLINNNG（2015年 - ）※取締役 兼 レフェリー → 代表取締役社長

## プロフィール
中西百重に憧れてプロレスラーを目指し、アニマル浜口ジムで修行後、全日本女子プロレス入団。オーディション審査員の選手代表は、ジムの先輩でもある高橋奈苗であった。
2003年12月19日、全女の先輩でもあるHARIとの総合格闘技戦で本名でデビュー。2004年1月3日、全日本女子プロレス後楽園ホール大会、高橋裕美戦でプロレスデビュー。同年7月、給料未払いの理由で退団。
2005年5月、我闘姑娘入団。同年6月4日、板橋グリーンホール大会の市井舞戦で夏樹☆ヘッドとして再デビュー。
2006年6月、ドリームキャッチャーへ移籍。再デビュー後ちょうど1年になる6月4日、新木場1stRINGの零（現・Ray）戦で卒業マッチが行われた。なお、この試合後の卒業セレモニー中に、小学生レスラーひかり（現・みなみ飛香）の持つアイアンマン王座を奪取している（アイアンマン王座は、レフェリーの立会があれば、試合以外でも3カウントのフォールで王座が移動する）。
2006年10月1日、プロレスリングSUN旗揚げ戦の後楽園ホール大会から、夏樹☆たいようと改名する。
2007年2月21日、プロレスリングSUN新木場大会で、World-1世界女子選手権は植松寿絵、アメージング・コングの3WAYマッチで行われ、
アメージング・コングを破りWorld-1世界女子選手権王座を奪取した。
2008年4月25日、SUNのホームページ上でフリーへの転向を発表。その後、高橋奈苗・華名のユニット「パッション・レッド」に参加。
2009年5月5日、NEO女子プロレスの後楽園ホール大会で我闘姑娘時代の同僚Rayを倒し、初代NEO認定ハイスピード王者に認定された。
2010年9月7日、スターダムの設立に参加。2011年1月23日、旗揚げ戦の新木場大会に出場した。その後、世IV虎とのヤンキーコンビ「川崎葛飾最強伝説」を結成。2012年11月25日の新木場大会で、ゴッデス・オブ・スターダム王座を獲得した。
2014年1月26日、スターダム後楽園ホール大会にて、6月1日の同所での大会を最後に引退することを表明した。6月1日、高橋奈苗相手に引退試合を行い、31分28秒、チャナラッカ☆百でフォールされる。最後は交流のないプロレスリングWAVE所属を含む多数の選手や関係者、さらに引退した元女子プロレスラー栗原あゆみや師匠・アニマル浜口もリングに上がりセレモニーが執り行われた。会場ロビーには、2010年以降袂を分かっていた華名からの花もあった。
2015年現在ブログのユーザーネームを夏樹☆アース☆たいようとして世界一周の旅をブログに綴っている。また高橋奈苗との新会社設立を発表。
2015年8月26日、SEAdLINNNG後楽園ホール大会で南月たいようの名前でレフェリーデビューをする。高速カウントのハイスピードルールを採用。
同じスターダムでプロレスラーとして活躍していた愛川ゆず季とは親交があり、愛川の結婚式に招待されている。
2022年1月1日、2021年をもってSEAdLINNNGを退団した高橋奈七永の後任として、SEAdLINNNGの代表取締役に就任する。

## 得意技
- たいようちゃん☆ボム

前屈みの相手の背中に飛び乗って座り、高速で前方回転エビ固めをきめ、後頭部から叩きつける。ヨシタニックと同型。
- たいようちゃん☆スパニッシュフライ
- レッグクラッチスープレックスホールド
- イグチボム
- モモ☆ラッチ

## タイトル歴
- 第236代・第240代アイアンマンヘビーメタル級王座
- 第2代World-1世界女子王座
- 第2代プリンセス・オブ・プロレスリング王座
- 初代・第3代NEO認定ハイスピード王座及び第5代・第7代ハイスピード王座
- 第2代ゴッデス・オブ・スターダム王座

## 入場テーマ曲
- 「audience KILLER LOOP」（Dir en grey）
- 「目覚めよニッポン!!」（B-DASH）
- 「A WEST WIND WARNING」「バクバクKissの世界 -W EXPLOSION-」に収録。 - 現在使用曲
- 「神風特攻隊」（長渕剛） - 「川崎葛飾最強伝説」時使用曲